# Zbigniew Stybel
Zbigniew Stybel (ur. 4 maja 1964 w Gdyni) – działacz antykomunistyczny, pseudonim: Szebel, Pelikan, Joachim Blum, Augustyn Ibis.

## Życiorys
Uczestnik Ruchu Społeczeństwa Alternatywnego, założyciel pisma „Spartakus” (redaktor naczelny) oraz Zawodowego Związku Federacyjnego „Wolność”. Odznaczony okolicznościowym medalem „Brama Wolności” za strajki z 1988 roku. Współorganizator konferencji naukowej pod patronatem IPN-u „W stronę społeczeństwa alternatywnego” zorganizowanej w związku z 30 rocznicą powstania RSA.